# トラニオン

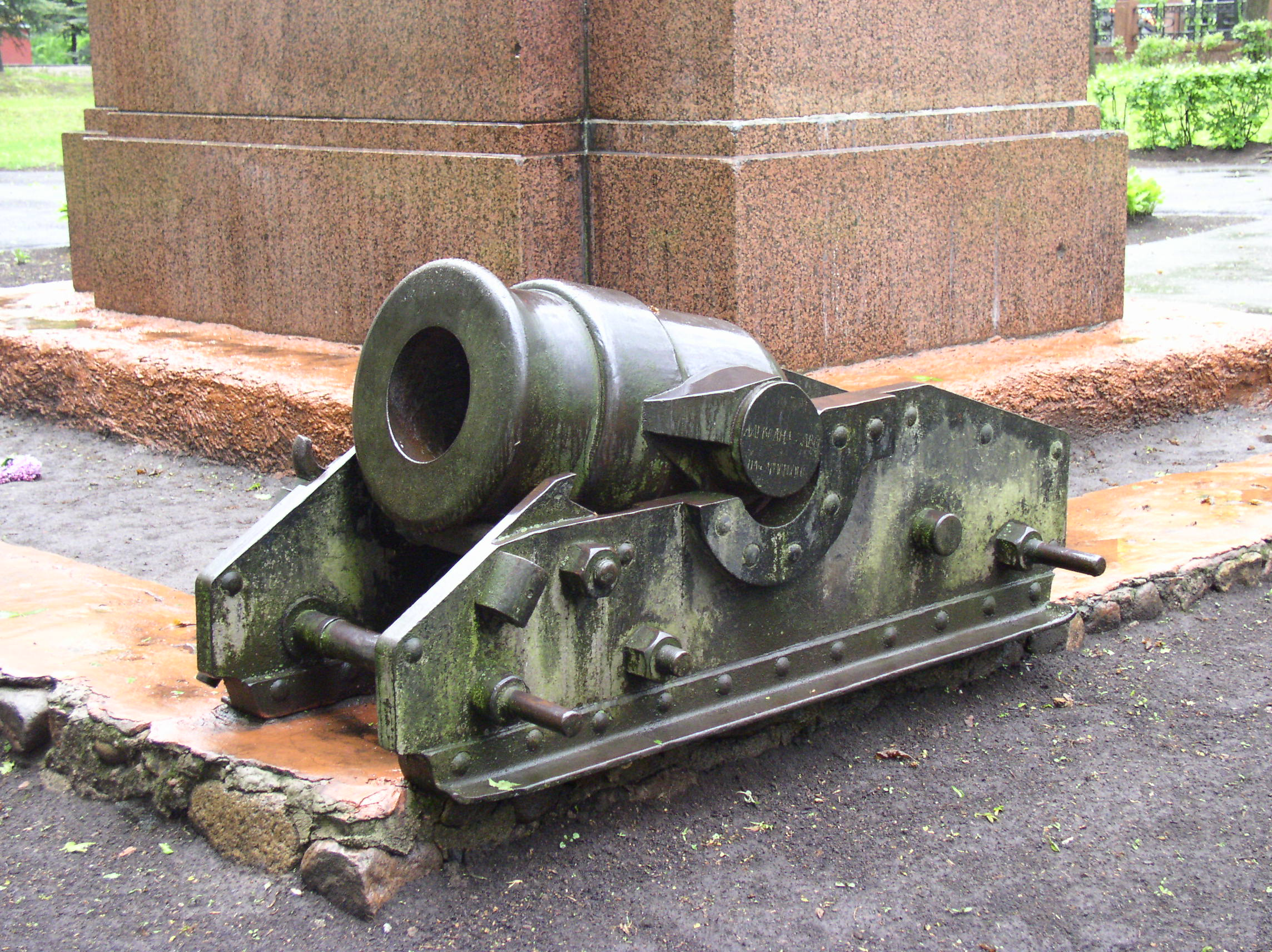
砲耳は砲身両側面の突起であり、砲架の上に載せられる。

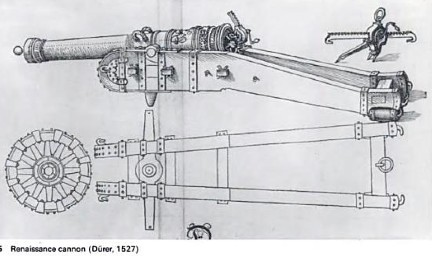
15世紀に描写された火砲と砲耳。

トラニオン (英語: trunnion)とは砲身や機械部品に取り付けられた円筒形の突起である。この突起は他の部品によって支持され、砲身や部品を旋回させる回転軸となる。またトラニオンによって部品が保持される。語源はフランスの古語「trognon」に由来し、日本語では筒耳、あるいは、砲身を支える場合は砲耳（ほうじ）と呼ばれる。

## 大砲の砲耳
大砲の砲耳は、火砲の質量中心に位置する2つの突起物であり、2輪〜4輪の移動可能な砲架に取り付けられる。砲耳は砲身を容易に俯仰させることから、一体鋳造された砲耳は軍事史家にとり、初期の野戦砲の最も重要な進歩の一種であるとされる。

### 中世
1400年代初頭、より大型で強力な攻城砲の製造するため、これらを搭載する新しい方法が特別に設計されねばならなかった。補強された車輪、車軸、また砲の後方へ展開する架尾などから、頑強な砲架が製造された。砲は全長2.4m (8フィート) にまで及び、また撃ち出す鉄製の投射体は11kg (25ポンド) から23kg (50ポンド) の重量であった。こうした錬鉄製の球形弾の射撃は、石で作られた砲弾の砲撃と、射程と正確性を比較された。
砲耳は、必要とする角度へ砲身を仰起しやすいよう、しかし砲が配置された際に砲架から分解しなくてもよい程度に、可能な限り質量の中心部付近に備えられた。いくつかの砲は第2の砲耳を第1のものから数フィート後方に備え、こうした砲はより簡易に輸送できた。 砲は砲架が後方へ数フィート後退することで反動を処理するが、砲兵員もしくは軍馬の組により射撃位置へ戻すことができた。これは、こうした大型砲の急速な輸送や、輸送状態から砲撃位置への移動をより簡易にし、また砲兵と軍馬のチームは砲を牽引して任意の地点へ移動できた。

### 最初の重要性
フランスのブルゴーニュで設計された砲耳を持つ攻城砲は、その性能のために、1465年から1840年まで重要な改善をほぼ必要としなかった。
シャルル8世とフランス陸軍はこれらの新型砲を第一次イタリア戦争に投入した。当時、軍事と砲術について優秀であると見なされていたが、イタリア人はフランスにおける攻城兵器の革新を予測しなかった。これ以前の野戦砲列の砲は、巨大で大口径の砲であった。この超大型砲に加え、巨大な石、または他の投射物が、目的地から目的地まで一緒に引きずって行かれた。こうした巨大なものは包囲戦にのみ有効に投入でき、より多くの場合、戦場では心理的な効果しかもたらさなかった。こうした巨大な臼砲を保有することは、どのような陸軍にも勝利を保証するものではなかった。フランス軍はこうした巨砲の限界を理解しており、彼らの努力をより小型で軽量な砲の改善へと傾注していた。使用された砲はより小型で、より扱いやすい投射物をさらに多量の装薬と組み合わせていた。こうした要素と共に砲耳を装備したのは2つの理由が鍵となっている。軍馬で編成されたチームは今やこれらの砲を充分速く輸送して部隊に追従できたこと、また砲撃の前に停止して、適切な射程を得るため砲を砲架から分解する必要が無かったことである。イタリアの歴史家・政治家であるフランチェスコ・グイチャルディーニはしばしば「歴史の父」とも呼ばれている。彼は、砲列が市街の防壁に対して非常に素早く配置され、緊密に並べられた砲は非常な速射を行ったこと、またこうした力、砲撃により加えられる損害の総計は、1日の問題から1時間の問題へ移行したと記述した。1512年のラヴェンナの戦いと1515年のマリニャーノの戦いで史上最初に見られるように、砲兵と砲は包囲下の都市に対する侵略軍の勝利について、非常に決定的な役割を果たした。都市は士気を保って最高7年の包囲に抗したが、これらの新兵器の出現により速やかに陥落した。
新兵器が非常に速く輸送され、戦術上重要な位置からより精密な照準ができるようになった時点で、防御側の戦術と防御施設は変更を余儀なくされた。2つの変更点は壕、そして丈を低めて傾斜をつけ、土砂を詰めこんだ城壁の追加である。この城壁は市街の周囲を包み、砲弾の威力を吸収した。また円形の監視塔は角張った稜堡へ代替された。こうした塔は「イタリアの影響」とみなされている。
誰であれ、こうした新兵器を持つ余裕がある者は、今まで彼らの軍に併合することのできなかった彼らの隣人や、より小規模な独立国を凌ぐ戦術的な利点を得た。より小規模な国家、例としてはイタリアの公国では複合化が始められた。またフランスやハプスブルク皇帝など、既存のより強大な存在は彼らの領土を拡大し、より強力な統制を維持した。貴族階級は彼らの領土と城が脅威に襲われたことから、彼らに課せられた税を払い、またより密接に彼らの統治者の要求に従い始めた。
砲耳を装着した攻城砲と共に従来よりも強力で大きな国家が形成されたものの、これによって強化された力を持つ近隣の政府の間には紛争が生じ始め、続く数世紀の間、ヨーロッパを苦しめ続けた。

## サスペンションの筒耳
サスペンション（懸架装置）の機構として使われる。

### 鉄道車両

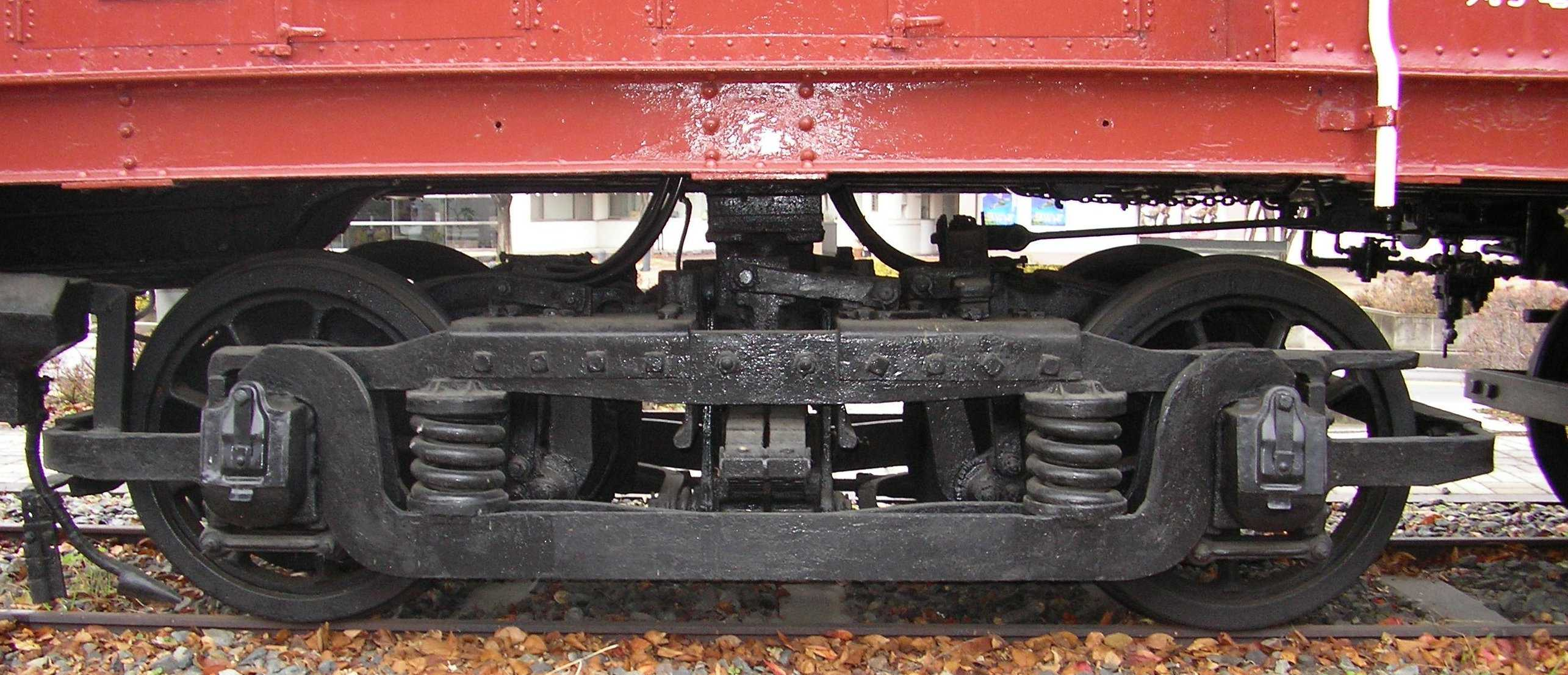
上田丸子電鉄ED25 1のブリル27MCB-2台車。トラニオン（関節の付いた小さな斜めの部品）が台車枠中央の揺れ枕上部とガゼットステー上面を結ぶ形で残されている。

20世紀初頭にアメリカの鉄道車両メーカーであるJ.G.ブリル社が、Brill 27MCBをはじめとする一連のインターアーバン向け高速2軸ボギー台車を開発した際に、揺れ枕の過剰な揺動を抑止するために、トラニオンを導入した。
これは車体直下で台車の旋回を支える心皿と側受が作り付けられた上揺れ枕の左右両端上面に突き出したピンと、台車の主要構造物である左右の側梁とそれらの間に渡されたトランサム（横梁）を強固に結合するガゼットプレートと呼ばれる部品に設けたピンの間に、トラニオン・タイロッドと呼ばれる両端にユニバーサルジョイントを組み込んだリンク機構を組み付けて連結、各ピンおよびジョイント部の摩擦力によって鋭敏な揺れ枕の揺動を抑制することで高速走行時に発生する蛇行動現象やビビリ振動を阻止する機構である。
この機構は高速運転時の乗り心地改善に大きな効果を発揮したが、開発元であるJ.G.ブリル社が特許申請しその保護対象となり、しかも同社が特許ビジネスを展開したため、その保護期間中の採用事例は同社純正品および同社の許諾の下で製造された正規ライセンス品に限られ、一般化しなかった。
もっともこの機構は高速台車の乗り心地改善に有用であったため、特許が切れた第二次世界大戦後、同種の原理に基づく機構がボルスタアンカーとして急速に普及した。